# Distrito de Ascope
El Distrito de Ascope es uno de los ocho distritos de la Provincia de Ascope, ubicada en el  Departamento de La Libertad, bajo la administración del Gobierno regional de La Libertad, Perú. Limita por el norte y el oeste con el distrito de Casa Grande, por el este con la Departamento de Cajamarca y por el sur con el distrito de Chicama. Es capital de la provincia del mismo nombre.

## Clima
Su clima promedio es de 18 °C a 23 °C, con una humedad promedio al 75%, además de la presencia de lluvias que son muy escasas y que se manifiestan en forma de lloviznas o garuas, excepto durante los meses de enero a abril donde se presentan eventualmente lluvias fuertes pero de corta duración sobre todo en épocas en las que se manifiesta el fenómeno del niño.

## Historia
En el siglo XIX hasta los años del siglo XX fue una ciudad más comercial que el mismo Trujillo, porque allí nació la industria del azúcar, en los fundos de Facala de propiedad de la familia Tinoco.
El distrito fue creado mediante Ley del 10 de noviembre de 1900, en el gobierno del Presidente Eduardo López de Romaña.

## Capital
Su capital es la ciudad de Ascope.

## Autoridades

### Municipales
- 2019 - 2022[1]
  - Alcalde: John Román Vargas Campos, de Súmate.
  - Regidores:

  1. Carlos Rafael Sánchez García (Súmate)
  2. Anderson Michael Rojas Quiroz (Súmate)
  3. Liliana Zoraida Escobar Calderón (Súmate)
  4. José Sebastian Loredo Deza (Súmate)
  5. Marco Antonio Pijo Angulo (Súmate)
  6. Rosa Agustina Esparza González (Súmate)
  7. Carlos Eduardo Sánchez Rubio (Súmate)
  8. Samuel Vargas Tello (Alianza para el Progreso)
  9. Jorge Edilberto Ávila Valderrama (Partido Aprista Peruano)
  10. Félix Cipriano Méndez Gonzáles (Fuerza Popular)
  11. Carlos Rumaldo Solano Olivo (Partido Democrático Somos Perú)

Alcaldes anteriores
- 2015 - 2018:[2] Dr. Samuel Alfonso Leiva López, de Alianza para el Progreso (Perú) (APP).
- 2011 - 2014:[2] Jose Armando Castillo Pérez, de Partido Aprista Peruano (APRA).

## Festividades
- San Juan Bautista
- Virgen de la Puerta